# Radim Passer
Radim Passer (* 29. září 1963, Jihlava) je český podnikatel a developer, který je zakladatelem a generálním ředitelem společnosti Passerinvest Group, jejíž jméno je spjato především s realizací rozsáhlého polyfunkčního komplexu Brumlovka v Praze 4 – Michli. To je jedním z největších developerských projektů svého druhu v České republice. Podle časopisu Forbes je 44. nejbohatším Čechem s majetkem okolo 7,3 miliardy korun. Je silně nábožensky orientovaný.

## Život
Po vysokoškolských studiích na stavební fakultě ČVUT, která však nedokončil, pracoval v realitní společnosti Skala Immobilien  V roce 1991 začal podnikat a založil společnost Passerinvest Group, kterou dodnes řídí a většinově vlastní. Od druhé poloviny 90. let je Passerinvest Group jako investor a developer spojován převážně s Brumlovkou v Praze 4 – Michli.  
V červnu 2022 společnost oslavila 30. výročí svého založení.
V roce 2002 založil neziskovou křesťanskou organizaci Maranatha, která má za cíl svými projekty propagovat křesťanství.

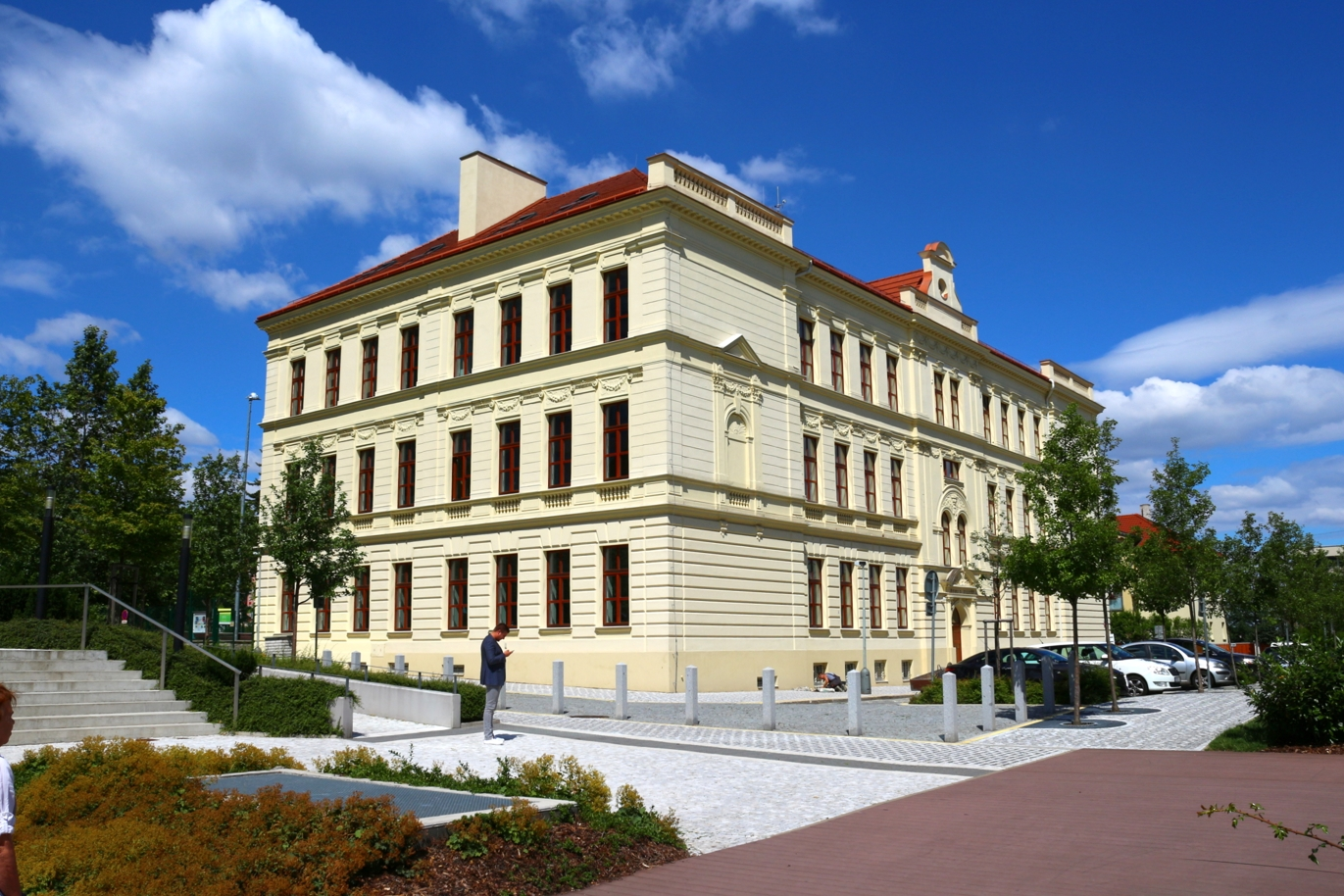
Křesťanská ZŠ Elijáš

Radim Passer je hluboce věřícím křesťanem  – členem Církve adventistů sedmého dne. Jeho obrácení souvisí s úmrtím prvorozeného syna Maxe, který v důsledku těžké nemoci několik měsíců po svém narození zemřel. O svém životě podnikání a víry hovoří na sérii biblických přednášek Ježíš – Tvá naděje. V souladu se svou vírou vybudoval v rámci Brumlovky křesťanskou střední, mateřskou i základní školu Elijáš, spravovanou českým sdružením Církve adventistů sedmého dne. Vyjadřuje otevřeně své názory k současné situaci na politické scéně i v celé české společnosti.
Radim Passer je podruhé ženatý (manželka Barbora Passerová). Má syny Radima, Samuela, Benjamina, Timothea, Mattea a Eliase. Jeho bratrem je rovněž podnikatel, politik a bývalý automobilový závodník Zbyněk Passer. V mládí hrával fotbal, byl členem TJ Bohemians Praha a dodnes[kdy?] je velkým příznivcem tohoto sportu. Je vlastníkem dvou vozů značky Bugatti, vlastní modely Veyron a Chiron. V automobilu Bugatti v létě 2021 na německé dálnici A2 dosáhl rychlosti 417 km/h. Původně německá policie zahájila jeho vyšetřování kvůli zakázanému závodění, ale nakonec ho neobvinila, neboť nedošlo k naplnění skutkové podstaty tohoto trestného činu.

## Knihy
- 3 a 1/2 roku aneb Americký sen v Česku, Maranatha v roce 2005, ISBN 80-239-5727-9.
- 3 1/2 Years Or the American Dream in the Czech Republic, Maranatha, ISBN 80-239-7145-X.
- 3 a 1/2 roku II aneb S vírou a odhodláním, Maranatha v roce 2005, ISBN 80-239-8824-7.
- Park Drama věků, Maranatha v roce 2010, ISBN 978-80-87265-04-8.
- 3 1/2 Years II Or by Faith and Determination, Maranatha, ISBN 80-903923-0-X.
- 3 a 1/2 roku III aneb pády a vzestupy, Maranatha v roce 2016, ISBN 978-80-87265-14-7
- 3 a 1/2 roku IV aneb Boží láska vítězství, Maranatha v roce 2020, ISBN 978-80-87265-17-8